# Scheuchzeriaceae
Scheuchzeriaceae је фамилија монокотиледоних биљака, коју прихвата већина савремених систематичара (раније је сматрана делом фамилије Juncaginaceae). Обухвата један род са једном врстом — Scheuchzeria palustris. У систему APG II фамилија је укључена у ред Alismatales, где са филогенетски сродном фамилијом Aponogetonaceae гради најбазалнију (најстарију) групу. 